# Ianiropsis kincaidi
Ianiropsis kincaidi är en kräftdjursart som beskrevs av Richardson1904. Ianiropsis kincaidi ingår i släktet Ianiropsis och familjen Janiridae. Inga underarter finns listade i Catalogue of Life.